# Al-Mourada SC
Maillots
Actualités
Le Al Mourada Sports Club (en arabe : نادي الموردة الرياضي), plus couramment abrégé en Al Mourada, est un club soudanais de football fondé en 1927 et basé à Al Mourada, un quartier de Omdurman.
C'est le troisième club le plus populaire et le plus titré du pays derrière de Al Hilal Omdurman et le Al Merreikh Omdurman.

## Histoire
Au niveau continental, la meilleure performance du club est une demi-finale, un niveau atteint en 1994 lors de la Coupe de la CAF.

## Palmarès
| National | Régional et Amical                                         |
| --- | ---------------------------------------------------------- |
| - Championnat du Soudan (2) : - Champion : 1967 et 1988. - Vice-champion : 1987, 1990, 1995, 1996 et 1997. - Coupe du Soudan (4) : - Vainqueur : 1987, 1989, 1995, 1997 et 1999. - Finaliste : 2001. | - Championnat de Khartoum (2) : - Champion : 1978 et 1995. |

## Personnalités du club

### Présidents du club
- Atif Mohamed Abdelrahman

### Entraîneurs du club
- Antônio Dumas
- Mohsin Sayed